# Grå klippros
Grå klippros (Cistus incanus) är en växt i familjen solvändeväxter som växer vilt i Medelhavsområdet. I Grekland används den till te.